# Трубопровод

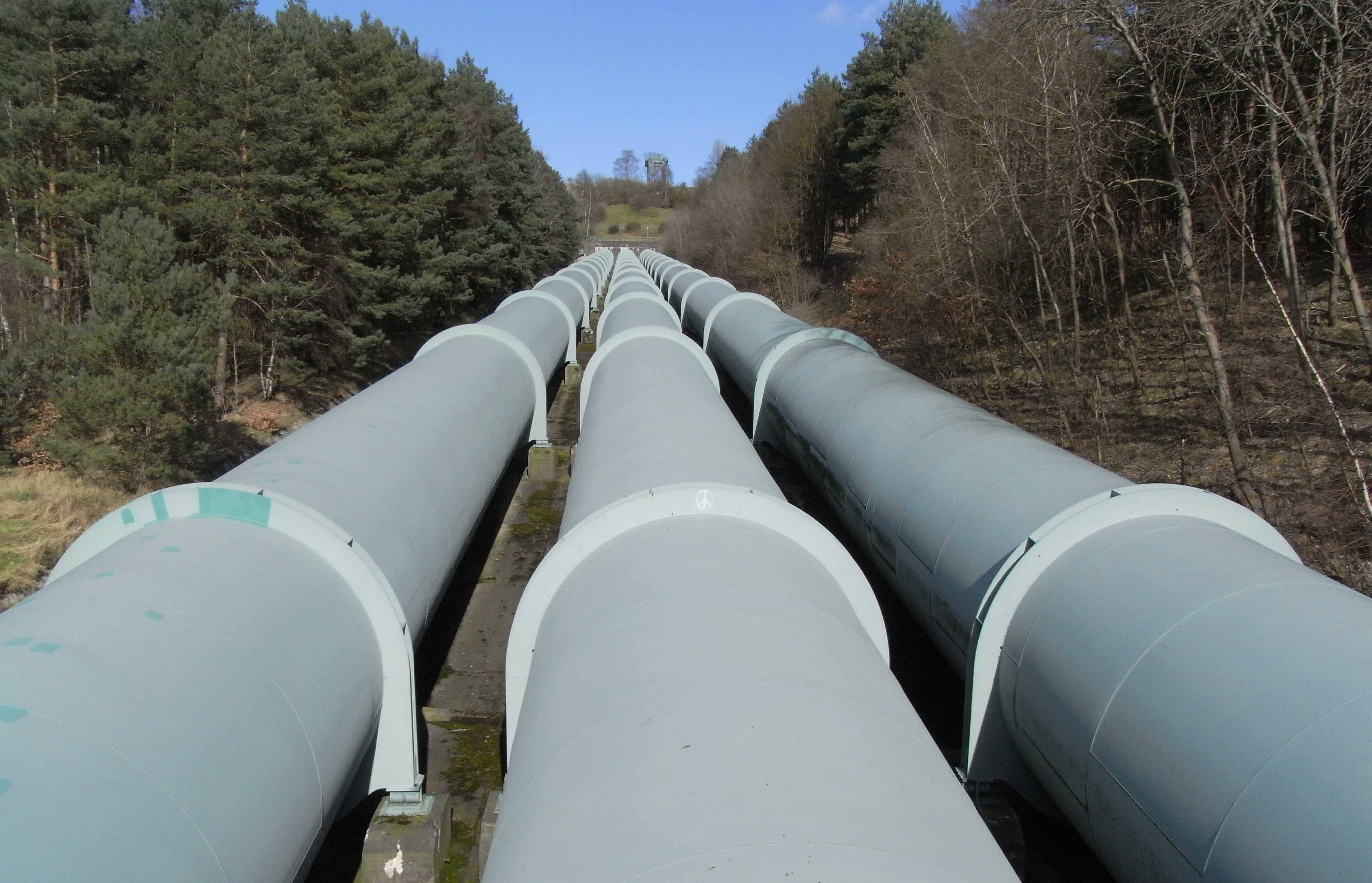
Трубопровод гидроаккумулирующей электростанции в Германии

Трубопрово́д — инженерно-техническое сооружение, предназначенное для транспортировки газообразных и жидких веществ, пылевидных и разжиженных масс, а также твёрдого топлива и иных твёрдых веществ в виде раствора под воздействием разницы давлений в поперечных сечениях трубы. В России трубопроводный транспорт считается частью транспортной инфраструктуры. 
По данным 2014 года, общее количество трубопроводов в 120 странах мира составляет чуть менее 3 500 000 км. На США приходится 65%, на Россию - 8%, на Канаду - 3%, таким образом, 76% всех трубопроводов приходится на эти три страны.

## История
Нефтяник из Пенсильвании, Дж. Л. Хатчинсон, первым построил реальный трубопровод в 1862 году, который работал по принципу сифона. В следующем году удалось построить нефтепровод в 3 км, использующий систему насосов. Однако из-за протечек в местах стыка труб многие сомневались в эффективности данной затеи. 
В 1863 году Дмитрий Менделеев предложил доставлять нефть с бакинских нефтяных приисков до морского порта не в бочках, а по трубам. Предложение не было принято. 
В 1877 году Александр Бари и его помощник Владимир Шухов вновь выдвигают идею трубопроводного транспорта, опираясь и на американский опыт и на предложение Менделеева, и в 1878 году Шухов построил первый в России нефтепровод от Баку до нефтеперерабатывающих заводов.
По инициативе Менделеева в 1896—1906 годах по проекту Шухова был построен первый магистральный трубопровод диаметром 200 мм, длиной 833 км для перекачки керосина из Баку в Батум, который стал самым крупным трубопроводом в мире. В 1910—1913 годах построен нефтепровод «Грозный — Махачкала» диаметром 200 мм, длиной 162 км. После 1925 года построены нефтепроводы диаметром 250 мм: «Баку — Батум» длиной 834 км, «Грозный — Туапсе» длиной 618 км. Батум после 1936 года был переименован в Батуми.
В 1931 году построен продуктопровод диаметром 300 мм «Армавир — Никитовка» длиной 445 км, а к 1941 году — «Махачкала — Грозный», «Гурьев — Орск», «Малгобек — Грозный» и др.
В 1937 году в Особой Краснознамённой Дальневосточной армии были проведены учения, на которых была осуществлена опытная прокладка трубопровода через реку Суйфун.
В 1938—1943 годах во время Великой Отечественной войны несколько трубопроводов было построено в западной части Украины, где надземные балочные системы переходов получили широкое распространение. Были построены продуктопровод «Астрахань — Саратов», бензинопровод через Ладожское озеро и др.
В 2004 году контрабандисты из Эстонии и России сумели ввести в нелегальную эксплуатацию «водкопровод».

## Классификация трубопроводов

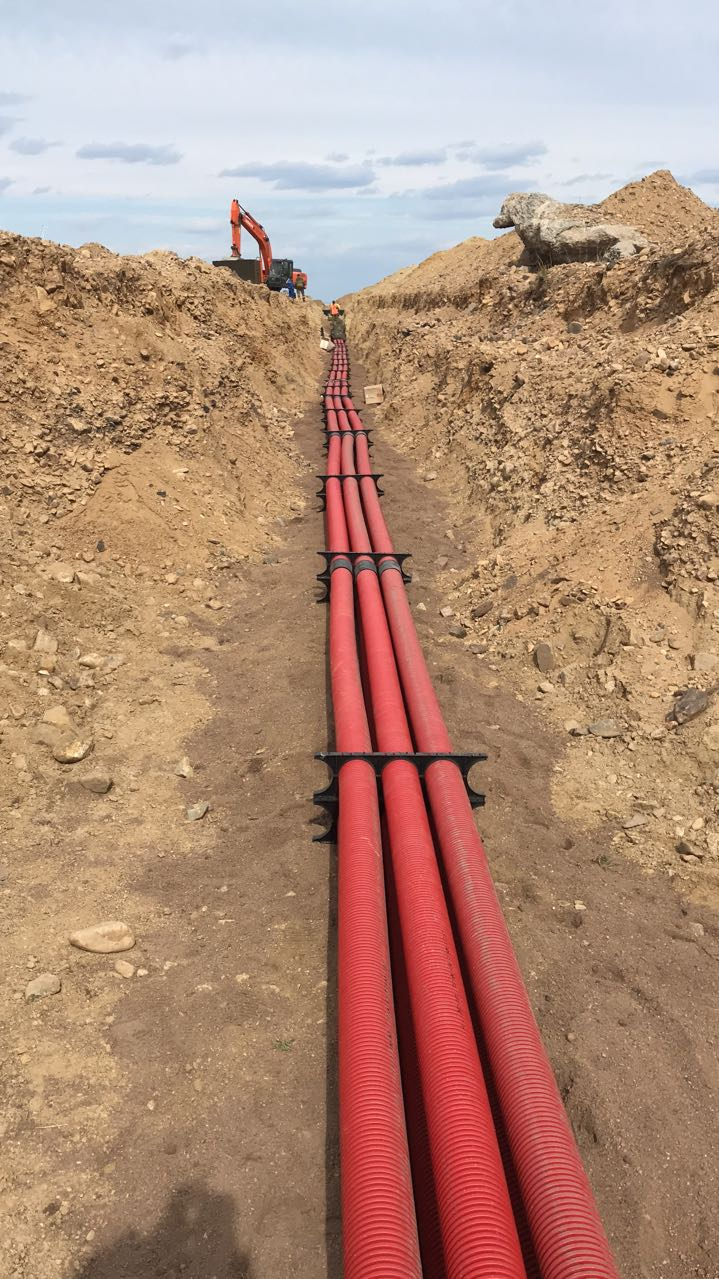
Укладка связанного трубопровода для транспортировки нефтепродуктов

В зависимости от вида прокладки и/или перехода (типа опирания)
- надземный/наземный[6] — укладывается выше уровня земли на отдельных опорах. Может быть арочный[7], висячий[8], балочный.
- подземный — укладывается непосредственно на грунт в траншеях, канавах, насыпях, штольнях, на опорах в тоннелях и дюкерах[9];
- подводный — укладывается по дну водоёмов, рек или в траншеях, прорытых на дне[10];
- плавающий — укладывается на поверхности болот, а также озёр, рек и других водоёмов с креплениями к поплавкам (чаще пластмассовым)[11].

В зависимости от транспортируемой среды

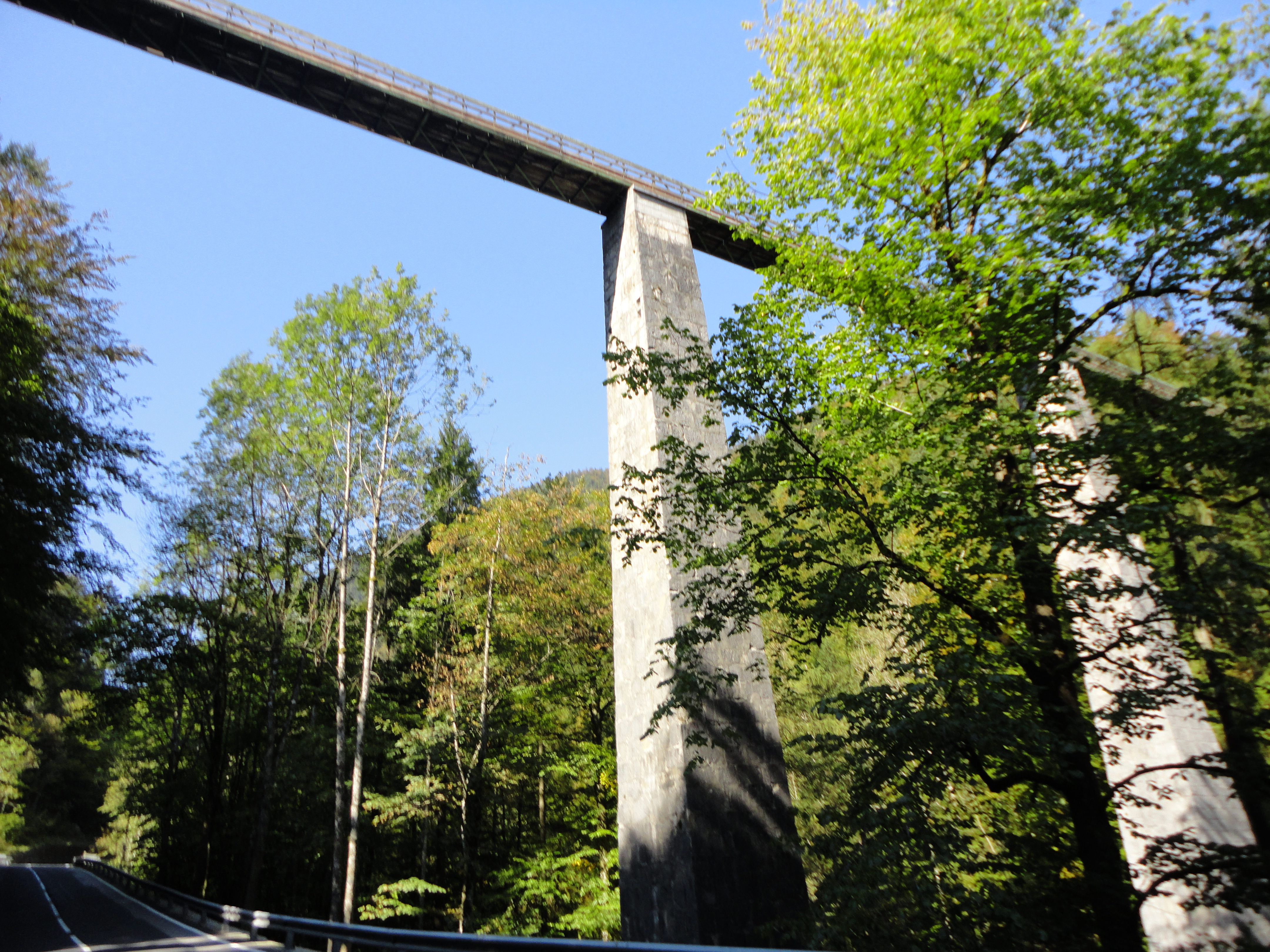
Трубопровод на акведуке для рассола в Австрии. Акведук построен в конце XVIII века

- Аммиакопровод — предназначается для транспортировки аммиака. В России и на Украине функционирует экспортный магистральный аммиакопровод Тольятти — Одесса.
- Водопровод — предназначен для обеспечения водой населения, промышленных предприятий, транспорта[12]. В зависимости от видов потребления бытовых и промышленных нужд трубопроводы водоснабжения различают по органолептическим свойствам и пригодности для питья: хозяйственно-питьевые, производственные, противопожарные, поливные[12].
- Газопровод — предназначен для транспортировки попутного нефтяного и природного газа[12]. Газопроводы предназначаются для передачи на дальние расстояния больших объёмов газа.
- Нефтепровод — предназначен для транспортировки сырой нефти. Нефть при этом подвергается подогреву, препятствующему затвердеванию входящих в её состав парафинов[источник не указан 5036 дней].
- Углепровод — Углепровод Белово — Новосибирск
- Паропровод — технологический трубопровод, предназначенный для передачи пара под давлением, используемого для отопления или работы сторонних механизмов[источник не указан 5036 дней].
- Нефтепродуктопровод — предназначен для транспортировки нефтепродуктов, в том числе бензина и керосина, полученных в результате крекинга. Осуществляется до предприятий, предназначенных для производства нефтепродуктов более высокой переработки. Подобные трубопроводы, чаще всего, применяются в пределах одного предприятия. Для транспортировки нефтепродуктов на большое расстояние, используются специальные автомобильные либо железнодорожные цистерны.
- Мазутопровод — трубопровод, осуществляющий транспортировку тяжёлых нефтепродуктов, отходов крекинга. Такие продукты могут использоваться в качестве топочного мазута, а также для переработки в дизельное топливо или даже для дальнейшего отделения лёгких углеводородов[источник не указан 5036 дней].
- Продуктопровод — в общем смысле, трубопровод, предназначенный для транспортировки искусственно синтезированных веществ (в том числе, перечисленных выше), чаще всего — продуктов нефтехимического синтеза. В частном случае может означать систему, предназначенную для доставки по трубам любых пригодных для этого объектов[источник не указан 5036 дней].
- Массопровод — предназначен для транспортировки гидроторфа на торфоразработках, различных сыпучих материалов на складах и промышленных предприятиях, золоудалители теплоэлектростанций и т. п.[5]
- Теплопровод — предназначен для передачи теплоносителя (вода, водяной пар) от источника тепловой энергии в жилые дома, общественные здания и промышленные предприятия[12]. По расположению относительно зданий и сооружений разделяются на наружные и внутренние[12]. В зависимости от длины, диаметра и количества передаваемой энергии подразделяются на: магистральные (от источника энергии до микрорайона или предприятия), распределительные (от магистральных до трубопроводов, идущих к отдельным зданиям), ответвления (от распределительных трубопроводов до узлов присоединения местных потребителей тепла)[12].

В зависимости от назначения
- Магистральные трубопроводы — трубопроводы и отводы от них диаметром до 1420 мм (включительно); единый производственно-технологический комплекс, включающий в себя здания, сооружения, его линейную часть, в том числе объекты, используемые для обеспечения транспортировки, хранения и (или) перевалки на автомобильный, железнодорожный и водный виды транспорта жидких или газообразных углеводородов, измерения жидких (нефть, нефтепродукты, сжиженные углеводородные газы, газовый конденсат, широкая фракция лёгких углеводородов, их смеси) или газообразных (газ) углеводородов, соответствующих требованиям законодательства[13].
- Трубопроводы специального назначения — дюкеры и тоннели для прокладки внутри них (при пересечении различных преград) трубопроводов, теплосетей, электрокабелей и т. д.; сюда же относятся различные самонесущие и ограждающие функции и другие специальные трубопроводы[5].

Прочие
- Пневматическая почта — использование воздуха под давлением для перемещения по трубам физических объектов — чаще всего, стандартизированных капсул с объектами небольшой массы и объёма. Используется в рамках одного или близко расположенных зданий.
- Канализация — предназначена для отведения загрязнённых промышленных и бытовых стоков через систему трубопроводов с очисткой и обезвреживанием перед утилизацией или сбросом в водоём[12]. По назначению канализационные системы разделяют: бытовые, производственные, водостоки; по расположению: внутренняя и наружная; по типу: напорные (сброс под давлением) и безнапорные (сброс самотёком)[12].
  - Водосток (дренаж)
- Водовыпуск

## Части трубопроводов
В состав трубопроводов входят: компрессорная станция, газораспределительная станция, краны, трубопроводная арматура, опоры, опорные сёдла, рёбра жёсткости, шпангоуты, бандажи, фланцы, отводы, заглушки, клапаны, дисковые затворы.

## Контроль состояния и защита трубопроводов
Мониторинг состояния трубопроводов проводится ультразвуковым и инфразвуковым методами, которые позволяют отслеживать коррозию, повреждения, дефекты и деформации труб.
Согласно правилам Ростехнадзора трубопроводы должны защищаться от разрушения из-за превышения давления предохранительными клапанами.
В зависимости от типа трубопровода и вида прокладки могут использоваться защитные покрытия:
- антикоррозионные;
- теплоизоляционные.

При открытой прокладке трубопроводов в качестве антикоррозионных изоляционных материалов применяются:
- масляные краски;
- антикоррозионные лаки.

Вид теплоизоляционного покрытия определяется температурой транспортируемой среды, условиями и видом прокладки труб.
Для предотвращения быстрого изнашивания труб от механических и других воздействий на переходах через препятствия (реки, озёра, автомобильные дороги, железнодорожные пути и т. д.) их прокладывают в защитных кожухах, то есть прокладка трубы производится внутри другой трубы большего диаметра, не менее чем на 200 мм. В технической литературе кожух также называют «чехлом», «футляром» или «патроном».
Для транспортировки агрессивных сред трубопроводы защищают от коррозии изнутри, покрывая их стойкими материалами: резиной (гуммирование), пластмассами, минеральными эмалями, цементным раствором.
Трубопроводы, прокладываемые в траншеях, на дне водоёмов, болот и т. д. защищают специальной антикоррозионной изоляцией в зависимости от коррозионных свойств грунтов и грунтовых вод.